# كاناليس
بلدية كاناليس (بالإسبانية: Canales) هي بلدية تقع في مقاطعة آبلة التابعة لمنطقة قشتالة وليون وسط إسبانيا.

## الديموغرافيا
يبلغ عدد سكان بلدية كاناليس 50 نسمة عام 2011 (وفقاً للمعهد الوطني للإحصاء الإسباني).
| 68 | 66 | 61 | 54 | 59 | 52 | 50 |